# Otero de Rey
Otero de Rey, w jęz.galicyjskim Outeiro de Rei – miasto w Hiszpanii w regionie Galicja w prowincji Lugo. W 2009 r. miało 4 852 mieszkańców.